# Рубен Мічавілья
Рубен Мічавілья (ісп. Rubén Michavila, 11 травня 1970) — іспанський ватерполіст.
Призер Олімпійських Ігор 1992 року.
Чемпіон світу з водних видів спорту 1998 року.